# 博爾若米

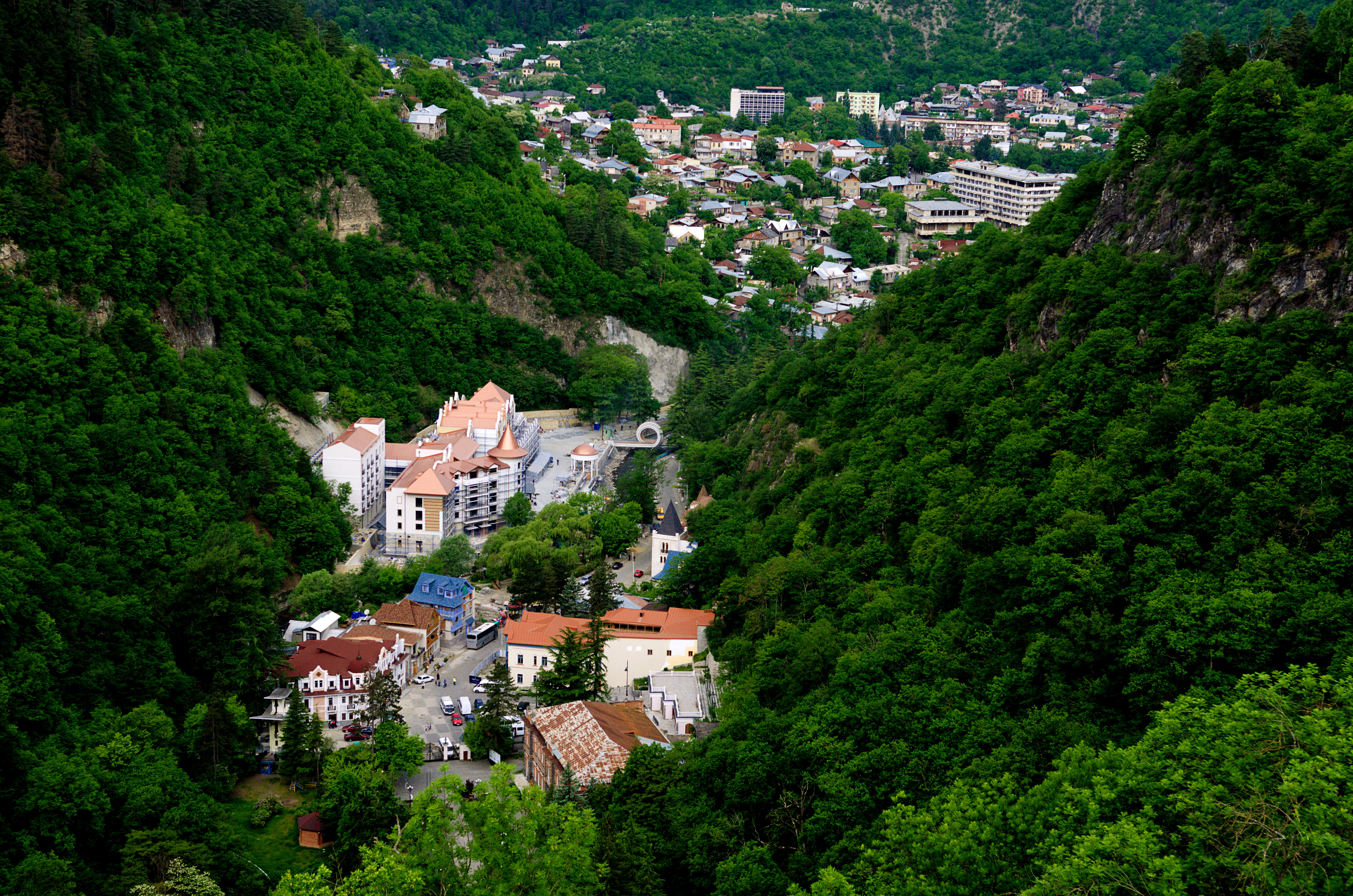
博爾若米

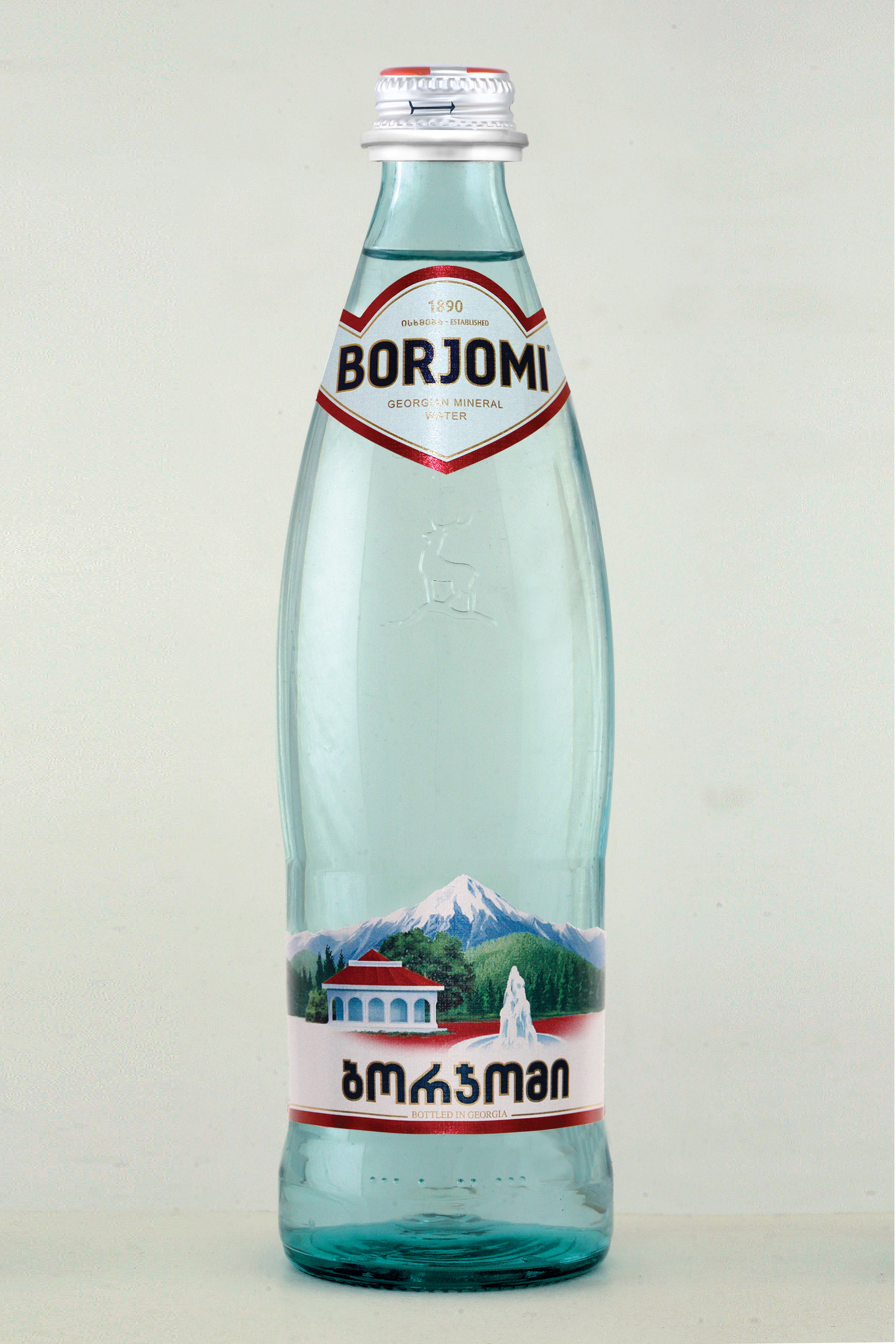
博爾若米生產的瓶裝礦泉水

博爾若米是格魯吉亞中南部薩姆茨赫-賈瓦赫蒂大区博爾若米市鎮的城鎮及其行政中心。海拔高度820米，2023年人口13,897。
該鎮以其生產的礦泉水而聞名，當地水源地的發現歷史超過一千年；考古學家在該地發現的七個大石制浴缸可追溯至公元七世紀，證實該水源的使用歷史。帝俄時期，溫暖的氣候、礦泉水和森林使博爾若米成為當時貴族們最愛的避暑勝地，並賦予它「高加索珍珠」的美稱。周遭則有博爾若米-哈拉加烏利國家公園。
該鎮曾申辦2014年冬季奧林匹克運動會，但未成功。

## 外部連結
- Borjomi Mineral Water Company （页面存档备份，存于）
- （俄文） Боржом （页面存档备份，存于）. An entry from the Brockhaus and Efron Encyclopedic Dictionary, 1890–1906

41°50′N 43°23′E / 41.833°N 43.383°E